# تلون (كيمياء)

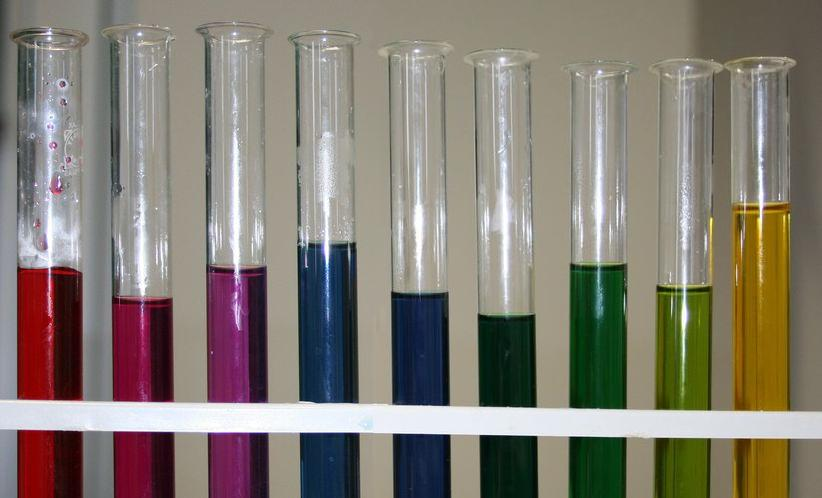
مختلف حالات التلون في مخبر الكيمياء

التلوّن في الكيمياء هو عملية تؤدي إلى تغير غالباً ما يكون قابلاً للعكس في ألوان المركبات. في معظم الحالات، يعتمد التلون على تغير في حالات الإلكترون للجزيئات، خاصةً حالتي π أو d، لذلك تحدث هذه الظاهرة بواسطة محفزات خارجية مختلفة يمكنها تغيير الكثافة الإلكترونية للمواد. من المعروف أن هناك العديد من المركبات الطبيعية التي تتميز بالتلون، وقد تم توليف العديد من المركبات الاصطناعية ذات التلون المحدد. عادةً ما يكون مصطلح التلون مرادفاً للتوجه اللوني، وهو التغير القابل للانعكاس في لون مادة ما بسبب الخصائص الفيزيائية والكيميائية للوسط المحيط بها، مثل درجة الحرارة والضغط والضوء والذوبانية ووجود الأيونات والإلكترونات.
يتم تصنيف التلون حسب نوع المحفزات المستخدمة. فيما يلي أمثلة على الأنواع الرئيسية من التلون:
- التلون الحراري (بالإنجليزية: Thermochromism)‏ هو تلون ناتج عن الحرارة، أو التغير في درجة الحرارة. يُعد هذا التلون الأكثر شيوعاً بصفة عامة.
- التلون الضوئي (بالإنجليزية: Photochromism)‏ الناتج عن تشعع الضوء. تعتمد هذه الظاهرة على المصاوغة بين بنيتين جزيئيتين مختلفتين، أو تكوين مراكز لونية في البلورات بفعل الضوء، أو ترسيب جزيئات المعادن في الزجاج، أو آليات أخرى.
- التلون الكهربي (بالإنجليزية: Electrochromism)‏ الناتج عن اكتساب وفقدان الإلكترونات. تحدث هذه الظاهرة في المركبات ذات المواقع النشطة للأكسدة والاختزال، مثل أيونات المعادن أو الجذور العضوية.
- التلون التذاوبي (بالإنجليزية: Solvatochromism)‏ المعتمد على قطبية المذيب. معظم مركبات التلون التذاوبي عبارة عن متراكبات تناسقية معدنية.

## الظواهر التلونية
الظواهر التلونية هي تلك الظواهر التي ينتج فيها اللون عندما يتفاعل الضوء مع المواد بطرق متنوعة، وغالباً ما تسمى مواداً تلونية. يمكن تصنيفها تحت العناوين الخمسة التالية:
- تغيير اللون المُحَفَز (قابل للعكس)
- امتصاص وانعكاس الضوء
- امتصاص الطاقة يليه انبعاث الضوء
- امتصاص الضوء ونقل الطاقة (أو التحويل)
- التلاعب بالضوء.

## ظواهر تغير اللون
تلك الظواهر التي تنطوي على تغيير لون مركب كيميائي تحت حافز خارجي تندرج تحت المصطلح العام للتلونات والتي تأخذ أسماءها من نوع التأثير الخارجي المتضمن، والذي يمكن أن يكون إما كيميائياً أو فيزيائياً. العديد من هذه الظواهر قابلة للعكس. تتضمن القائمة التالية جميع التلونات التقليدية بالإضافة إلى العديد من التلونات الأخرى ذات الاهتمام المتزايد بالتطبيقات الجديدة.
| النوع                      | المسبب                                                      |
| -------------------------- | ----------------------------------------------------------- |
| تلون حراري                 | درجة الحرارة                                                |
| تلون كهربي                 | التيار الكهربائي                                            |
| تلون غازي                  | الأكسدة والاختزال بالغاز                                    |
| تلون تذاوبي [الإنجليزية]   | قطبية المذيب                                                |
| تلون تركيزي                | التغيرات في تركيز الوسط                                     |
| تلون تصلبي                 | التغيرات في صلابة الوسط                                     |
| تلون بخاري                 | بخار المركب العضوي بسبب الاستقطاب الكيميائي                 |
| تلون أيوني                 | الأيونات                                                    |
| تلون ملحي                  | التغير في الأس الهيدروجيني                                  |
| تلون فلزي                  | أيونات الفلزات                                              |
| تلون ميكانيكي [الإنجليزية] | الأنشطة الميكانيكية                                         |
| تلون احتكاكي [الإنجليزية]  | الاحتكاك الميكانيكي                                         |
| تلون انضغاطي [الإنجليزية]  | الضغط الميكانيكي                                            |
| تلون مهبطي                 | تشعيع المهبط                                                |
| تلون إشعاعي                | الإشعاعات المؤينة                                           |
| تلون مغناطيسي [الإنجليزية] | الحقل المغناطيسي                                            |
| تلون حيوي                  | التواصل مع كيان حيوي                                        |
| تلون أمورفي                | التغيرات في البيئات البلورية                                |
| تلون تبريدي                | انخفاض درجة الحرارة                                         |
| تلون مائي                  | التفاعل مع الماء السائب أو الرطوبة                          |
| تلون زمني                  | بشكل غير مباشر نتيجة مرور الوقت                             |
| تلون تجميعي                | تجميع حاملات اللون                                          |
| تلون بلوري                 | التغيرات في البنية البلورية لحامل اللون                     |
| تلون امتصاصي [الإنجليزية]  | الامتصاص الفيزيائي أو الكيميائي على سطح جزيئات فلزية نانوية |

## تطبيقات تجارية
يتم استخدام مواد تغير اللون في العديد من التطبيقات الشائعة وأيضاً في عدد متزايد من المنافذ الجديدة. تشمل التطبيقات التجارية المتلونات الضوئية في طب العيون، والأزياء، ومستحضرات التجميل، والأمن، وأجهزة الاستشعار، والذاكرة الضوئية والصمامات الضوئية. والمتلونات الحرارية في الأطلية، والأحبار،واللدائن، والمنسوجات كأجهزة استشعار وفي الهندسة المعمارية، والمتلونات الأيونية في أوراق النسخ، والطباعة الحرارية المباشرة وأجهزة استشعار النسيج. المتلونات الكهربية في مرايا السيارات، والنوافذ الذكية، والأجهزة المرنة والحماية من أشعة الشمس. والمتلونات التذاوبية في المجسات الحيوية والمستشعرات. والمتلونات الغازية في النوافذ وكواشف الغاز.

## فهرس
- بامفيلد بيتر وهَتشينغز مايكل، الظواهر التلونية؛ التطبيقات التكنولوجية لكيمياء الألوان، الطبعة الثالثة، الجمعية الملكية للكيمياء، كامبريدج، 2018. (ردمك 978-1-78262-815-6) (ردمك 978-1-78801-503-5 EPUB).
- فيك ميشال وبرياسامي أرافين برينس، المواد التلونية؛ الأساسيات والقياسات والتطبيقات، مطبعة آبل الأكاديمية، 2018. (ردمك 9781771886802) .
- فيرارا مارييلا ومورات بنجيسو، المواد التي تغير لونها: المواد الذكية والتصميم الذكي، سبرينغر، 2014. (ردمك 978-3-319-00289-7)